# Jelena Vukanović
Jelena Vukanović (srbsko Јелена,  Jelena,  madžarsko Ilona), je bila kot žena kralja Béle II. Slepega ogrska kraljica žena, * po 1109,  † po 1146, Székesfehérvár.
Bila je hčerka  srbskega kneza Uroša I. Vukanovića in njegove žene Ane Diogen. Z Bélo II. se je poročila leta 1129  po dogovoru njegovim bratrancem, kraljem Štefanom II. Po moževi smrti je od leta 1141 do septembra 1146 skupaj z bratom Belošem vladala Ogrski kot regentka v času mladoletnosti njenega najstarejšega sina Géze II. Kot ogrska kralja sta vladala tudi oba njena mlajša sinova Ladislav II. in  Štefan IV..

## Življenje

### Zgodnje življenje
Jelenin oče, srbski veliki knez Uroš I. Vukanović, se je v ogrsko-bizantinski vojni (1127–1129) vojskoval na strani ogskega kralja Štefana II. Ogrska vojska je uničila bizantinski Singidunum (Beograd) in prodrla do Naissosa (Niš), Serdicae (Sofija) in Filipopolisa (Plovdiv).
Okrog leta 1129 je kralj Štefan II. organiziral Jelenino poroko s svojim bratrancem Bélo, ki je bil oslepljen po ukazu Štefanovega očeta, ogrskega kralja Kolomana. Oslepljen je bil tudi Bélov oče Almos, da bi ju izločili iz nasledstva ogrskega prestola. Ker je bil kralj Štefan brez otrok, se je odločil priznati Bélo za svojega naslednika. Uroš I., ki je pred tem trpel tako zaradi Ogrov kot zaradi Bizantincev, je sprejel ogrskega kralja kot dobrodošlega zaveznika. Kralj Štefan II. je mladoporočencema podelil posesti pri Tolni.

### Kraljica žena
Po smrti Štefana II. je bil Béla II. 28. aprila 1131 kronan za ogrskega kralja. Kraljica Jelena je imela velik vpliv na svojega moža in ogrsko državo. Svojemu možu je bila v veliko pomoč in prav ona je na zboru v Aradu prepričala plemiče, da so usmrtili 68 ogrskih aristokratov, ki so se zarotili s kraljem Kolomanom, da je oslepil njenega moža. Primarni viri poročajo, da se je usmrtitev udeležila skupaj s sinom Bélo, da bi se prepričala, da so moževi sovražniki zares mrtvi.
Na otok Csepel in v Ráckeve je naselila Srbe in tam zgradila samostan, ki še stoji.

### Regentka
Ko je kralj Béla II. 13. februarja 1141 umrl, je bil njun najstarejši sin  Géza II. še otrok. Oblast v državi sta kot regenta prevzela Jelena in njen brat Beloš Vukanović in vladala do septembra 1146, ko je postal Géza II. polnoleten. Beloš je bil od leta 1146 do 1157 ogrski palatin, najvišje rangirani uradnik v državi. Od leta 1146 do 1157 je bil tudi ban Slavonije. Jelena je imela tudi kasneje velik politični vpliv in je z Beroševo pomočjo  vzdrževala dobre odnose in mir na ogrskih južnih mejah. V času okoli Bélove smrti so se nemško-ogrski odnosi skrhali in zaroka Henrika in Jelenine hčerka Sofije je bila preklicana. Sofija je postala redovnica in opatinja v Admontu na Štajerskem.

### Vladavina Géze II.
Med vladanjem Géze II, niti Štefan IV. niti Ladislav II. nista bila zadovoljna s svojim statusom in posestmi. Pomoč sta iskala pri cesarjih Svetega rimskega in Buzantinskega cesarstva. Zarote proti Gézi II. niso bile uspešne. Po njegovi smrti leta 1161 je bizantinski  cesar je Manuel I. Komnen videl dobro priložnost za razširitev bizantinskega vpliva na Ogrsko. Manuel je pomagal odstraniti Štefana III., sina Géze II., in na prestol najprej postaviti Ladislava II. in nato za kratek čas Štefana IV. Leta 1163 si je prestol končno zagotovil Štefan III.
Kraljica Jelena naj bi umrla leta 1161.

## Otroci
- Elizabeta ali Gertruda (ok. 1128 – before 21. julij 1154), žena poljskega vojvode Mješka III.
- Kralj Géza II. Ogrski (ok. 1130 – 3. maj 1162)
- Kralj Ladislav II. Ogrski (1131 – 14. anuar 1163)
- Kralj Štefan IV. Ogrski (ok. 1133 – 11. april 1165)
- Álmos (?)
- Sofija (ok. 1136 – ?), nuna v opatiji Admont, Koroška